# کول خداداد
کول خداداد(پاراکولا)، روستایی از توابع بخش حتی شهرستان لالی در استان خوزستان ایران است.

## جمعیت
این روستا در دهستان حتی قرار دارد و براساس سرشماری مرکز آمار ایران در سال ۱۳۸۵، جمعیت آن ۵۵ نفر (۷خانوار) بوده‌است.
که در سال ۱۳۹۸جمعیت آن به ۳۶نفر (۶ خانوار )رسیده است.